# C-6318
La C-6318 era una vía de comunicación que pertenecía a la antigua Red Comarcal de Carreteras de España, del Plan Peña de 1939. Contaba con un trazado de 130 km entre las localidades de Bilbao (Vizcaya) y Reinosa (Cantabria), atravesando la comarca de Las Merindades, en Burgos.
Actualmente, su trazado se corresponde con el de las carreteras BI-3742, BI-3651, BI-636, CL-629, BU-526, CL-630 y CA-171.
En Vizcaya, atravesaba los municipios de Bilbao, Alonsótegui, Güeñes, Zalla y Valmaseda. Actualmente, el tramo vizcaíno de la C-6318 se corresponde con la carretera BI-3742 (Carretera Basurto-Kastrexana) hasta que se convierte en la BI-3651, nombre que recibía la antigua BI-636 antes de la construcción de las variantes de población.

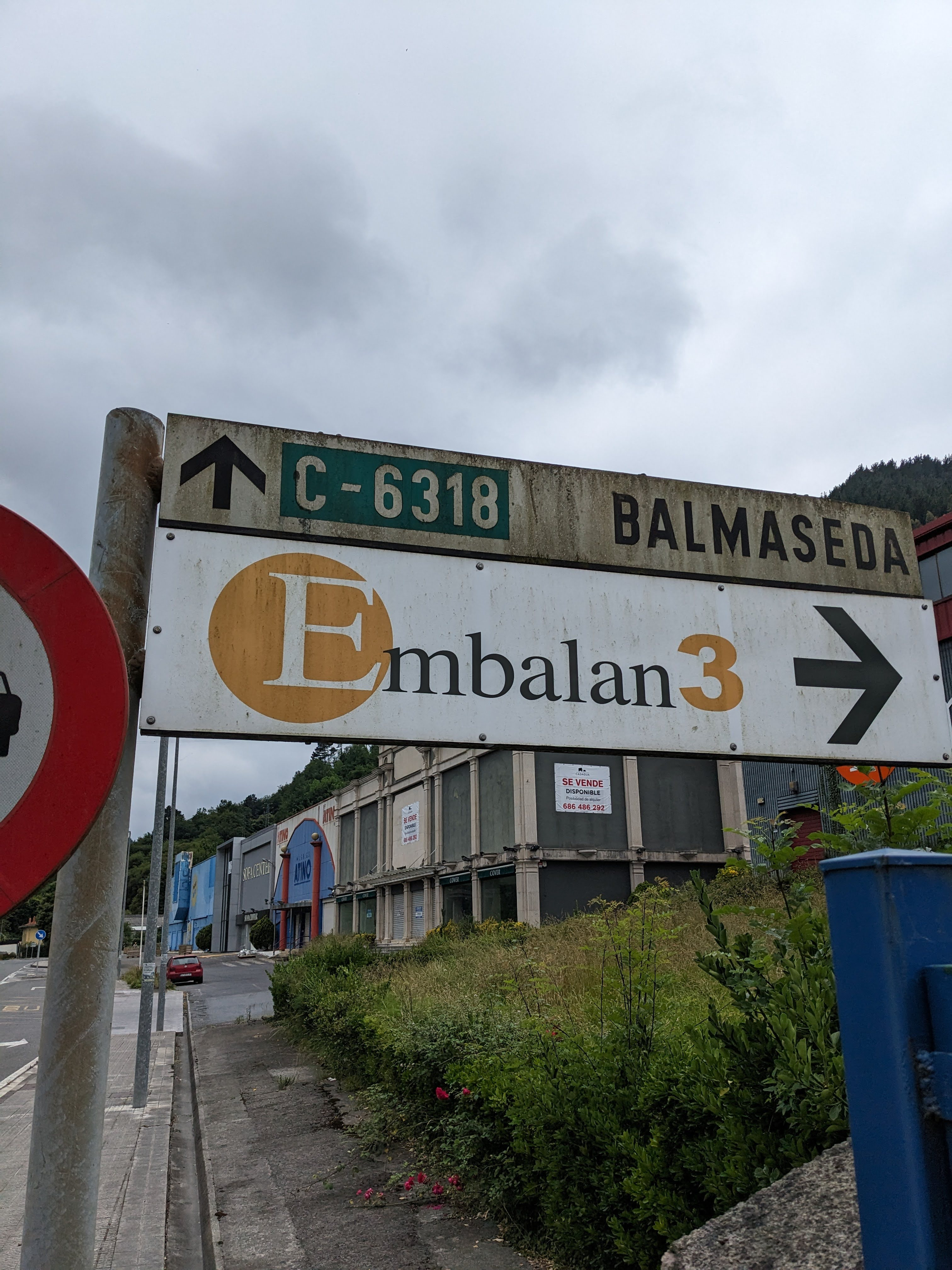
Cartel señalizador antigua C-6318.

En la provincia de Burgos, cruzaba el norte de Las Merindades, de este a oeste, atravesando los municipios de Valle de Mena, Merindad de Montija, Espinosa de los Monteros, Merindad de Sotoscueva, Merindad de Valdeporres y Valle de Valdebezana. Desde El Berrón hasta Bercedo el trazado corresponde al de la CL-629, si bien existen tramos de la antigua comarcal correspondientes a las travesías de las poblaciones que atravesaba, y que quedan como salidas o accesos desde la CL-629. Una vez llegado al Puerto de El Cabrio se desviaba en Bercedo, donde la comarcal discurría por la actual BU-526 hasta su desembocadura en la N-232 en Soncillo.

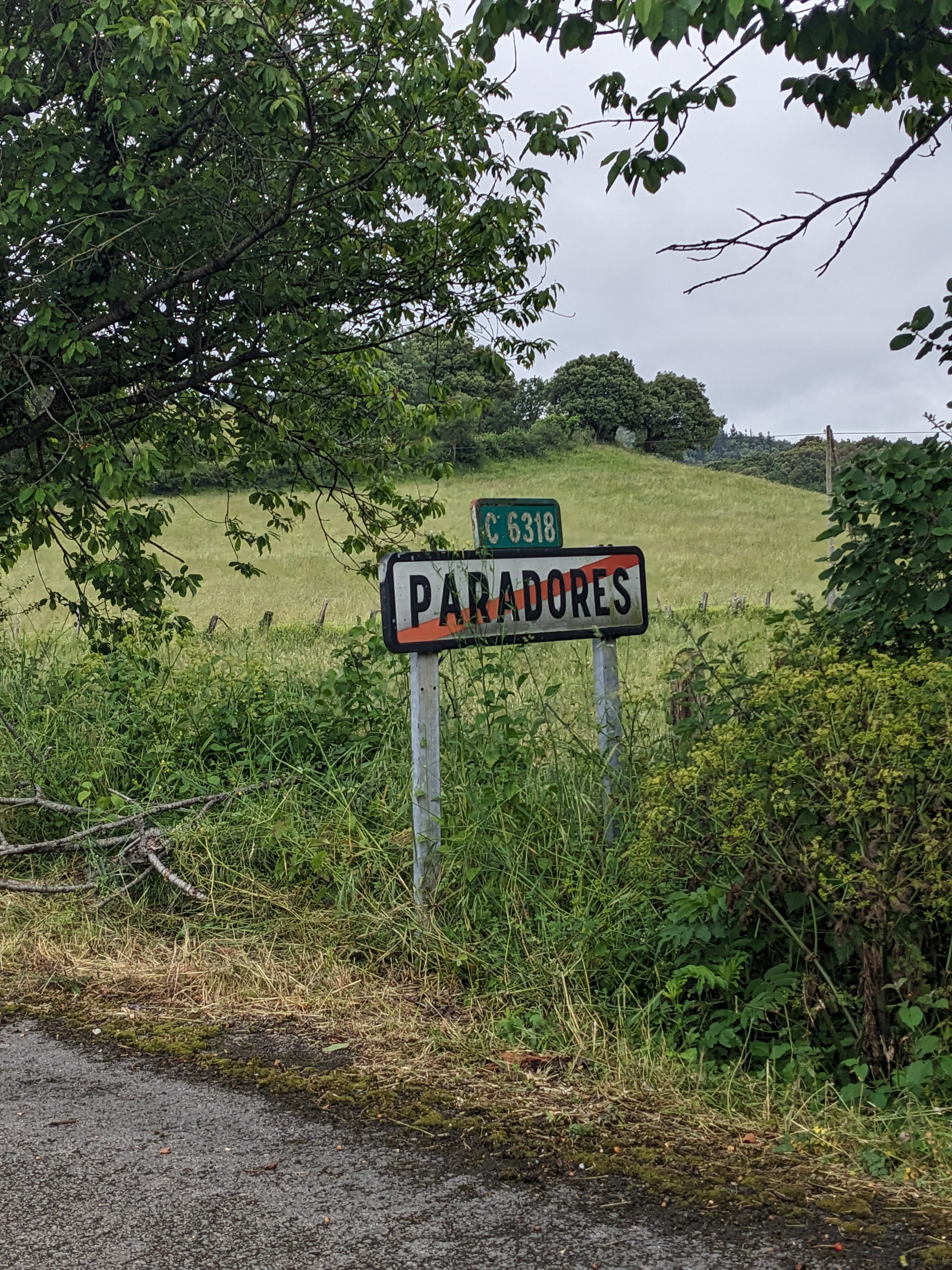
Cajetín antigua C-6318.

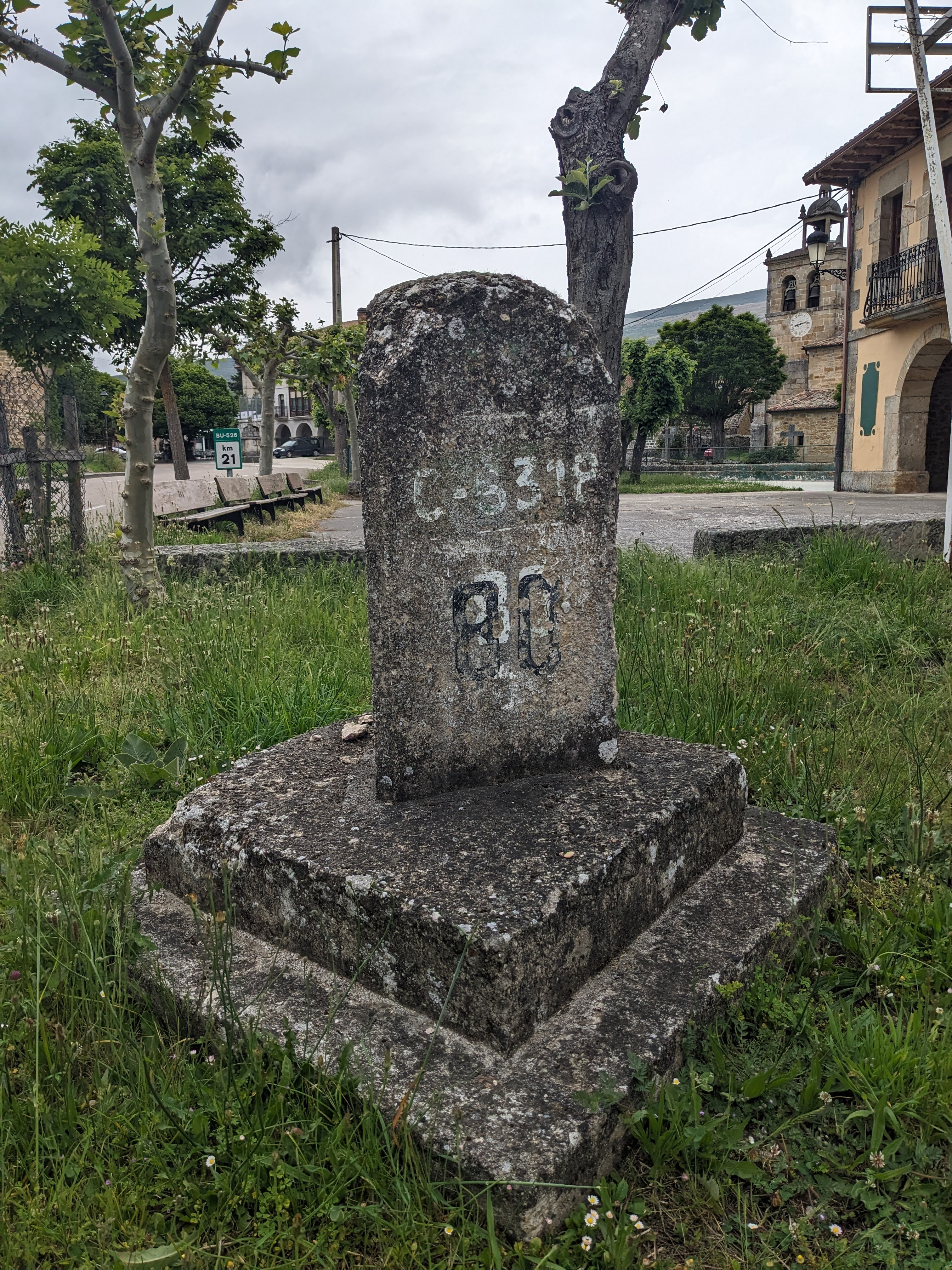
Hito kilométrico PK 80 en la C-6318.

En Corconte, entraba en Cantabria y continuaba su recorrido hasta Reinosa, discurriendo por la actual carretera CA-171. En La Población, la construcción del Embalse del Ebro hizo necesaria la construcción de un nuevo trazado, quedando la carretera primitiva (actual CA-925). Por último, existe un tramo antiguo, renombrado como CA-171a, que atravesaba Requejo hasta llegar a Reinosa.